# Karl Erlinghagen

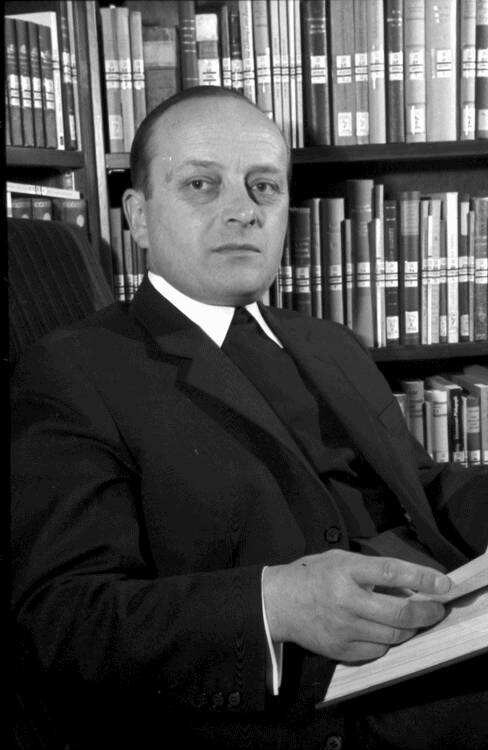
Karl Erlinghagen (1967)

Karl Erlinghagen (* 13. Mai 1913 in Haspe; † 12. Januar 2003 in Köln) war ein deutscher Erziehungswissenschaftler und Jesuit.

## Leben
Der Sohn eines Bauunternehmers besuchte ein Realgymnasium und begann nach dem Abitur eine kaufmännische Ausbildung. Er wurde Mitglied des katholischen Bundes Neudeutschland und schloss sich 1934 dem Jesuitenorden an. Erlinghagen studierte alte Sprachen, Geschichte und Philosophie. Er nahm anfangs als Soldat am Zweiten Weltkrieg teil, wurde aber 1941 als Jesuit aus der Wehrmacht ausgestoßen. 1942 erhielt er nach einem Kurzstudium der Theologie die Priesterweihe. Nach Kriegsende setzte er sein Studium fort und wurde 1953 in Hamburg bei Wilhelm Flitner mit einer Arbeit über „Bildungsideal und Lebensweise in der katholischen Pädagogik“ promoviert. Seit 1954 lehrte er an der Philosophisch-theologischen Hochschule Sankt Georgen in Frankfurt/Main Pädagogik und Religionspädagogik. Von 1965 bis 1968 war er Professor für Erziehungswissenschaft an der Pädagogischen Hochschule in Freiburg im Breisgau. Seit 1968 lehrte er bis zu seiner Emeritierung (1980) als Professor für Pädagogik an der Universität  Regensburg.
Erlinghagen starb 2003 im Alter von 89 Jahren und wurde auf dem Kölner Melaten-Friedhof in der Gemeinschaftsgrabstätte der Jesuiten (Flur 30) bestattet.

## Schriften
- Grundfragen katholischer Erziehung. Die prinzipiellen Erziehungslehren der Enzyklika Pius’ XI. „Divini Illius Magistri“ vom 31.12.1929. Herder, Freiburg im Breisgau 1963.
- Die Schule in der pluralistischen Gesellschaft, Herder, Freiburg im Breisgau 1964.
- Katholisches Bildungsdefizit in Deutschland. Herder, Freiburg im Breisgau 1965.
- Die Säkularisierung der deutschen Schule. Hermann Schroedel Verlag, Hannover 1972.
- Autorität und Antiautorität. Erziehung zwischen Bindung und Emanzipation, Quelle u. Meyer, Heidelberg 1973.